# Lengyelország az első világháborúban
Lengyelország az első világháborúban nem volt független állam, azonban a harcoló hatalmak közötti földrajzi elhelyezkedésükből adódóan, a lengyelek által lakott területeken rendkívüli emberi és anyagi veszteségek történtek 1914 és 1918 között.
Az első világháború kezdetekor az Orosz Birodalom, a Német Birodalom és Ausztria–Magyarország osztozott a lengyel területeken, amelyek a keleti front számos hadműveletének színterévé váltak.
Az első világháborút, illetve az Orosz Birodalom, a Német Birodalom és Ausztria–Magyarország összeomlását követően Lengyelország független állammá vált.

## A nagyhatalmak konfliktusban álló céljai

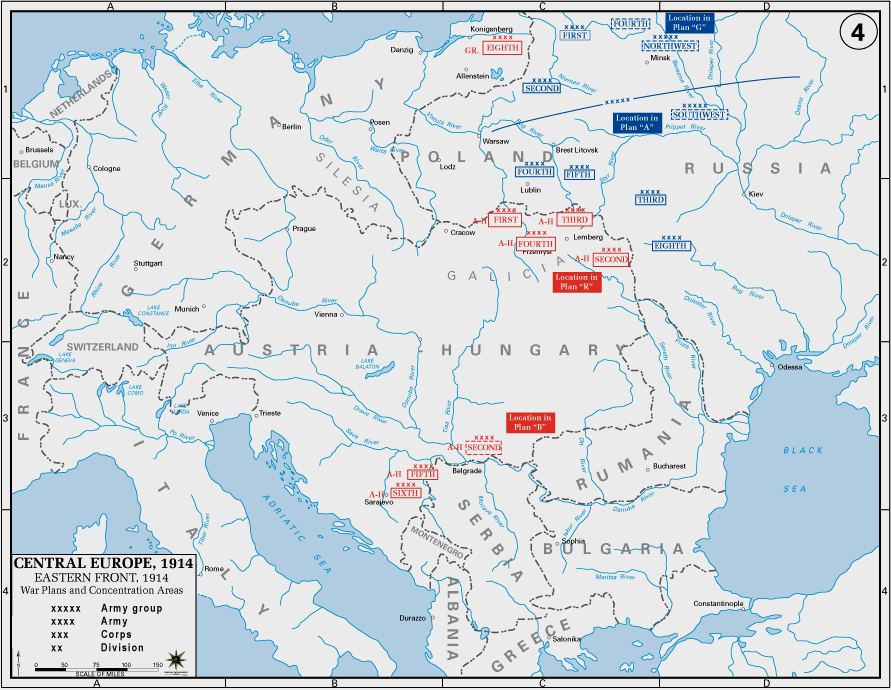
A keleti front 1914-ben. A lengyel területek a front északi részén helyezkedtek el.

A háború megszüntette a lengyel kérdésben hosszú ideje fennálló szolidaritást a Lengyelországot felosztó három nagyhatalom között. Az Orosz Birodalom Szerbia védelmezőjeként, Nagy-Britannia és Franciaország szövetségeseként lépett fel a központi hatalmak vezetői, a Német Birodalom és Ausztria–Magyarország ellen. Ezek a körülmények politikai eszközöket biztosítottak a lengyelek számára, mivel mindkét oldal engedményekre és jövőbeni autonómiára tett ígéretet a lengyel lojalitásért és katonák toborzásáért.
Az Orosz Birodalomhoz tartozó Visztula menti határterületet (oroszul Привислинский край) Ausztria–Magyarország a saját területéhez tartozó Galíciához akarta csatolni, ezért ott már a háború előtt lehetővé tette lengyel nemzeti szervezetek megalakulását.
Az oroszok felismerték a lengyelek jogát az autonómiára, ezért engedélyezték a nemzeti demokrata Roman Dmowski vezetésével a Lengyel Nemzeti Bizottság (lengyelül Komitet Narodowy Polski) létrejöttét, amely Oroszországot támogatta. Az Orosz Birodalom külügyminisztere javasolta egy saját belső adminisztrációval rendelkező autonóm Lengyel Királyság létrehozását, amelyben vallásszabadság van, és a lengyel nyelvet használják az iskolákban és a közigazgatásban. Lengyelország továbbá megkapta volna Németország és Ausztria–Magyarország egyes területeit.
Miután a háború hosszú patthelyzetbe került, a lengyel önrendelkezés kérdése egyre sürgetőbbé vált. A háborús éveket Dmowski Nyugat-Európában töltötte abban bízva, hogy meggyőzi az antantot a lengyel területek orosz irányítás alatti egyesítéséről, a felszabadulás kezdeti lépéseként. Dmowski magát, illetve a háború második felében már Párizsban működő Lengyel Nemzeti Bizottságot viszonylag sikeresen próbálta elismertetni az antant tagjaival a lengyelek legitim képviselőjeként.

Józef Piłsudski és társai a kormányzói palota előtt (Kielce, 1914)

Józef Piłsudski helyesen látta előre, hogy a háború tönkre fogja tenni a Lengyelországot felosztó mindhárom nagyhatalmat, és ezt már 1914 elején, egy Bernben megtartott előadásán megfogalmazta. 1918 előtt a legtöbb ember nagyon valószínűtlennek gondolta az események ilyen alakulását. A világháború egyik első harci cselekményeként, Piłsudski különféle lövész szervezetek tagjaiból álló csapatával 1914. augusztus 6-án Galíciából indulva orosz területre vonult be, és eljutott Kielcéig, azonban elmaradt a lengyel lakosságtól várt kedvező fogadtatás, illetve a tömeges csatlakozás Piłsudski csapatához, ezért kénytelenek voltak visszavonulni. A kudarc következtében Piłsudski el kellett, hogy fogadja az osztrák parancsnokságot. Piłsudski részt vett a lengyel légiók megalakításában, hogy segítse a központi hatalmakat Oroszország legyőzésében, a teljesen független Lengyelország felé vezető első lépésként. Piłsudski 1915-ben a lengyel légiók I. dandárjának lett a parancsnoka. A lengyel légionisták több helyen hősiesen harcoltak az oroszok ellen, így Magyarország északkeleti határvidékén is.
A németek ugyan elfoglalták a korábban Oroszországhoz tartozó lengyel területeket, és látszólag felélesztették a tetszhalott Lengyel Királyságot, azonban a lengyelek általában mégsem tekintették felszabadítónak őket, nem bíztak bennük. Erre a bizalmatlanságra a németek számos okot szolgáltattak, mivel például a határaikon belül erőteljesen németesítették a lengyeleket, és Kaliszban nagy pusztítást végeztek. A németek céljai az ún. Mitteleuropa-tervben fogalmazódtak meg.

## Lengyel Királyság (1916-1918)
Annak érdekében, hogy megpróbálják növelni a központi hatalmak lengyel támogatását és felállítsanak egy lengyel hadsereget, a német és az osztrák uralkodó 1916-ban deklarálta, hogy egy Lengyel Királyságnak nevezett új államot kell létrehozni. A Lengyel Királyság (lengyelül Królestwo Polskie) Németországnak az első világháború idején létező bábállama volt. Németország hozta meg a döntést, hogy egy lengyel államot szükséges létrehozni, megpróbálva ezzel legitimálni a lengyel lakosság körében a katonai megszállást. A lengyeleknek szóló német propaganda ugyanis az volt, hogy a német katonák felszabadítóként érkeznek, hogy Oroszország igája alól felszabadítsák Lengyelországot. Az első világháború végét jelentő német fegyverszünetet követően a Lengyel Királyság a Második Lengyel Köztársaság (lengyelül Rzeczpospolita Polska vagy II Rzeczpospolita) részévé vált.

### Korai tervek
Németország keleti határainak Oroszország elleni biztosítása érdekében Theobald von Bethmann-Hollweg német kancellár 1914-ben annektálni akarta a lengyel területek egy sávját. A lengyel lakosságot viszont nem kívánta növelni a Német Birodalomban, ezért azt javasolta, hogy a lengyel lakosságot át kellene telepíteni egy új lengyel államba, míg az annektált határsávot németekkel szükséges betelepíteni.
Az első világháború kezdetén II. Vilmos német császár megfogalmazta, hogy egy függő helyzetű lengyel államot kell létrehozni az Oroszországtól elfoglalt területekből. Ez a Lengyel Királyság korlátozott autonómiával rendelkezett volna, egy német herceg uralkodása alatt. Az ország hadserege, a gazdasága és a vasúti hálózata pedig német ellenőrzés alatt állt volna.
A háború első időszakában a központi hatalmak gyorsan elfoglalták a Visztula menti határterületet (a korábbi Kongresszusi Lengyelországot), és 1915-ben felosztották annak igazgatását a varsói német főkormányzó, valamint a lublini osztrák főkormányzó között.
1915-ben és 1916-ban Hans Hartwig von Beseler tábornok, a német ellenőrzés alatt álló lengyel területek főkormányzója több memorandumban javasolta egy független lengyel állam létrehozását. Erich Ludendorff német tábornok hatására a javaslat jelentős lengyel területek Németország, Litvánia és Ausztria–Magyarország általi annexióját is tartalmazta.
Ausztria–Magyarországon alapvetően háromféle elképzelés jelent meg Lengyelországgal kapcsolatban. Az első elképzelés szerint létrehoznának egy lengyel királyságot, amelynek az uralkodója az osztrák császár lenne, aki Galíciának már korábban is uralkodója volt. Ausztria–Magyarországon belül ezt az elképzelést sokan ellenezték, így a magyarok jelentős része is, mivel tartottak a szlávok súlyának további növekedésétől a monarchián belül. Egyes magyar politikusok részéről egyébként megfogalmazódott a független Lengyelország támogatása is. Ferenc Józseftől eltérően, az 1916 végén trónra lépő IV. Károly támogatta az első elképzelést. A másik két elképzelés a korábbi Kongresszusi Lengyelország (lengyelül Królestwo Kongresowe vagy röviden Kongresówka) felosztását tartalmazta vagy Németország és Ausztria–Magyarország között, vagy Ausztria–Magyarország és egy lengyel, litván, illetve belorusz területeken létrehozandó állam között. Az osztrákok azonban alábecsülték a németek azon szándékának erősségét, hogy meghatározzák Lengyelország sorsát. Az osztrák-magyar politikusok viszont tisztában voltak azzal, hogy a németek által kívánt lengyel állam létrehozása Galícia elvesztésével járhat.
Az új lengyel trónra több jelölt is volt. A korai jelöltek között volt Károly István főherceg és legidősebb fia, Károly Albert főherceg. Mindketten Galíciában éltek, és folyékonyan beszéltek lengyelül. Károly István főherceg leányai pedig lengyel arisztokratákhoz mentek feleségül.
Bethmann-Hollweg német kancellár osztrák jelöltet akart látni a lengyel trónon, azonban úgy, hogy a Német Birodalom megtartotta volna az ellenőrzést a lengyel gazdaság, erőforrások és hadsereg fölött, azaz a lengyel király lényegében egy bábállam uralkodója lett volna.
A német jelöltek a lengyel trónra vita tárgyát képezték Szászország és Bajorország között. Bajorország azt akarta, hogy egy bajor herceg legyen az új uralkodó.

### Német célok
Noha a korai tervekben szerepelt az, hogy Lengyelország az osztrák császár uralma alá kerüljön, azonban ezt az elképzelést később elvetették Ausztria–Magyarország Németországtól való növekvő függősége következtében. Németország meg akarta tartani az ellenőrzést a lengyel gazdaság és erőforrások fölött, továbbá a teljes ellenőrzést a lengyel hadsereg fölött.
Az autonóm Lengyelország határai megváltoztatásra kerültek volna Németország javára, amely annektálta volna az ún. lengyel határsávot. Ez jelentős lengyel területek annexióját jelentette volna, olyan területekét, amelyek korábban Oroszországhoz tartoztak. 1916 végén Németország majdnem 30 000 km²-t akart annektálni a lengyel területekből. Ezeket a területeket németekkel kívánták betelepíteni, míg a lengyel és a zsidó lakosságot ki akarták telepíteni.
A németek által várt győzelmet követően, a lengyel gazdaságot Németország irányította volna, és előkészületek történtek a lengyel vasutak, a visztulai hajózás és egyes ipari övezetek német ellenőrzésére.
Hasonló terveket a lengyelországi német kisebbség is javasolt, akik ellenezték az új lengyel állam létrehozását ígérő 1916. november 5-ös proklamációt. A német kisebbség levélben kérte a német kormányzattól Lengyelország nyugati részének annektálását, illetve németekkel való betelepítését.

### Új állam létrehozását ígérő proklamáció

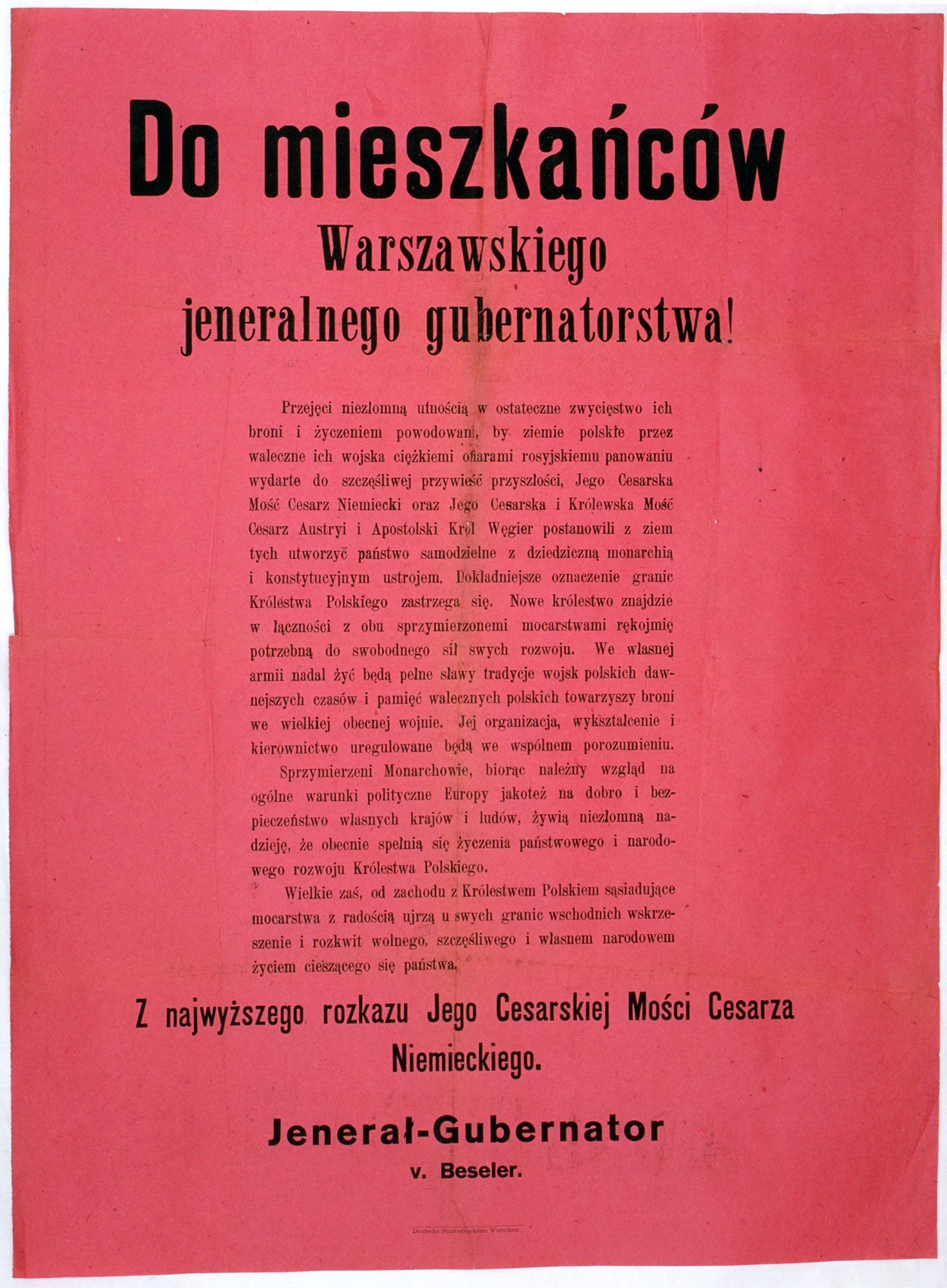
A két császár 1916. november 5-én kelt közös proklamációjának kihirdetése a német megszállási területen

Miután a német offenzíva kudarcot vallott a verduni csata során, és Ausztria–Magyarország jelentős katonai veszteségeket szenvedett Olaszországgal szemben, Paul von Hindenburg és Ludendorff német tábornokok, akik a politikában is növekvő szerepet játszottak, megváltoztatták a Lengyelországgal kapcsolatos álláspontjukat. Korábban Lengyelországot ütőkártyának tekintették egy Oroszországgal kötendő különbéke esetére. Ekkorra azonban a németektől való függőség megalapozását igényelték, abban bízva, hogy a lengyel hadsereg létrehozása pótolni tudja a központi hatalmak veszteségeit. 1916 októberében a német és az osztrák-magyar vezetés megegyezett, hogy hamarosan kiadnak egy olyan proklamációt, amely egy jövőbeli lengyel állam létrehozását ígéri.
Közben von Beseler főkormányzó támogatást szerzett az osztrákok pártján álló lengyelek és Piłsudski követői körében. A nemzeti demokraták viszont elutasítottak bármilyen együttműködést a központi hatalmakkal. Létezett egy, a németek pártján álló irányzat is Władysław Studnicki vezetésével, azonban ez nem kapott számottevő támogatást a lengyelek körében. Miután a német uralkodó és a kancellár találkozott a Józef Brudziński vezette lengyel delegációval, az utolsó részleteket is tisztázták. 1916. november 5-én II. Vilmos és I. Ferenc József proklamációt adott ki, amelyben egy lengyel állam, a Lengyel Királyság létrehozására tettek ígéretet, azonban anélkül, hogy meghatározták volna a lengyel határokat és a jövőbeli lengyel uralkodót, vagy a kormányzati rendszert. A proklamációt Varsóban von Beseler német főkormányzó, míg Lublinban Karl Kuk osztrák főkormányzó hirdette ki.

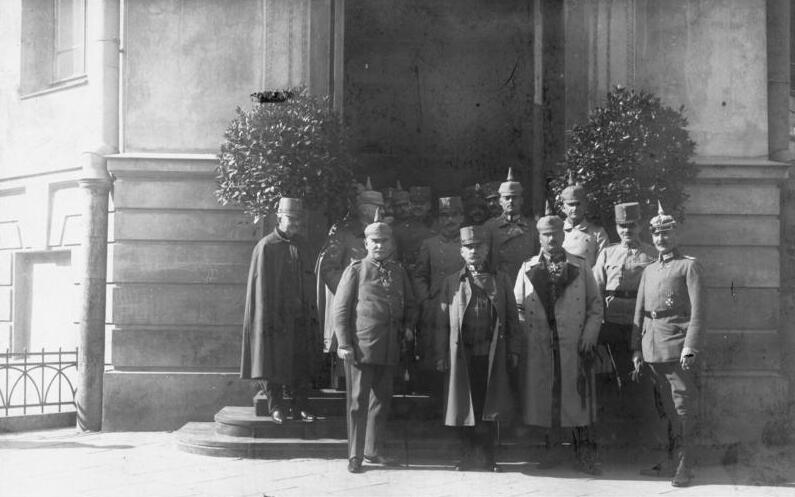
Beseler német főkormányzó (balról az első) és Kuk osztrák főkormányzó (balról a második) Lublinban, 1916.

Röviddel a proklamációt követően a német főkormányzó sorozást hirdetett Varsóban, ami a lengyelek tiltakozását váltotta ki, akik különösen hiányolták a lengyel kormányzatot.

### Az Ideiglenes Államtanács időszaka

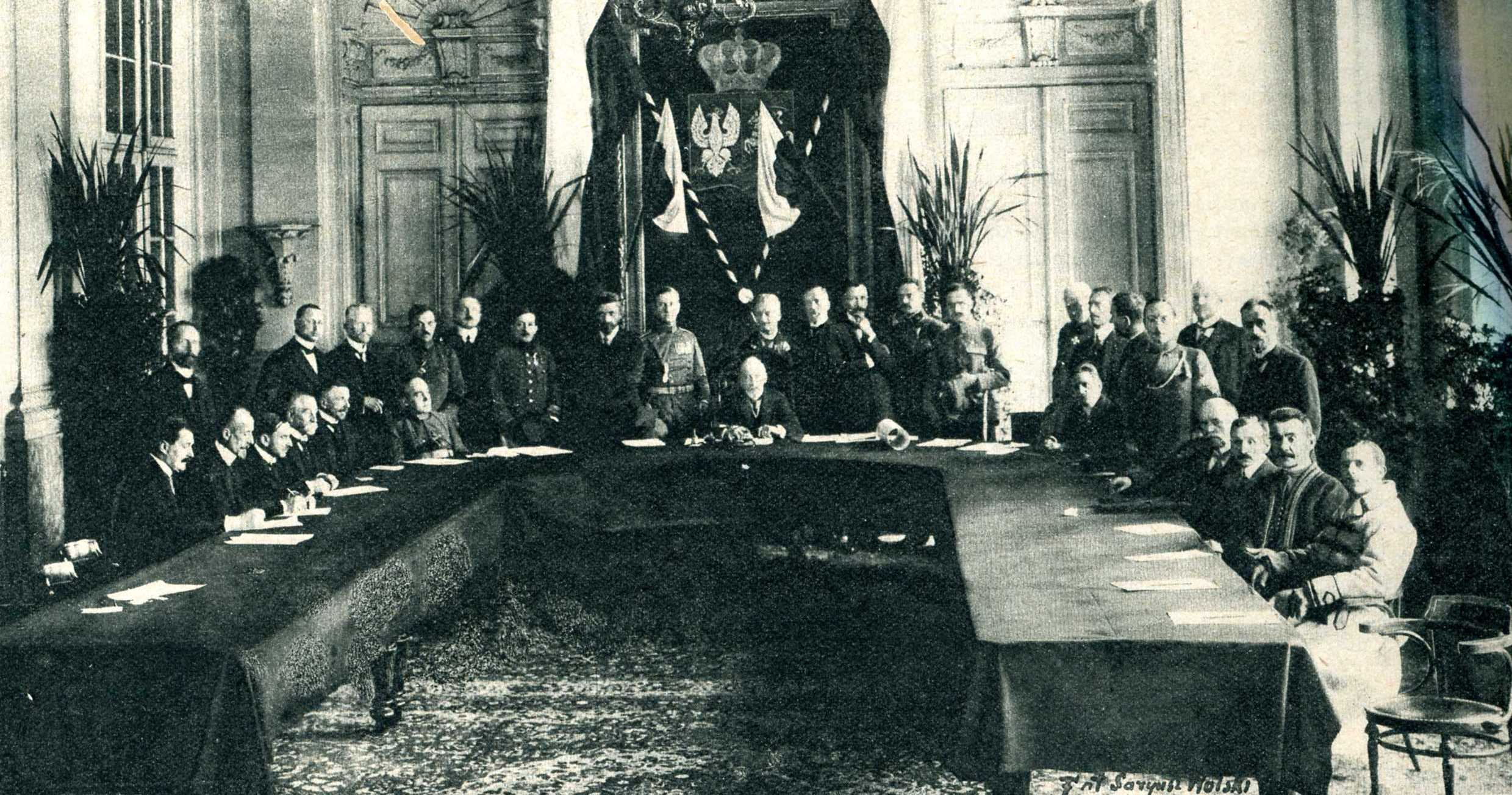
Az Ideiglenes Államtanács első ülése

1917. január 14-én felállították a 25 tagú Ideiglenes Államtanácsot (lengyelül Tymczasowa Rada Stanu) ideiglenes kormányzatként, a német hatóságok által választott 15 taggal és az osztrák-magyar hatóságok által választott 10 taggal. Waclaw Niemojowski mágnást nevezték ki az élére. Franciszek Pius Radziwiłł és Józef Piłsudski a katonai bizottságban kapott feladatot, utóbbi a vezetője lett. Az Államtanács első proklamációja támogatta a monarchiát, Lengyelország expanzióját kelet felé és egy önkéntesekből álló hadsereget. Az Államtanács ragaszkodott a valós lengyel autonómiához, és április 21-én jogokat kapott az oktatás, a bíróságok és a propaganda területén. A hallgatók azonban elégedetlenek voltak az autonómia mértékével és sztrájkot szerveztek, ennek eredményeként átmenetileg az összes egyetemet bezárták.
Mindeközben Woodrow Wilson amerikai elnök részben a lengyel emigráció, és különösen Ignacy Jan Paderewski világhírű lengyel zongoraművész hatására tett nyilatkozata (1917. január 22.) az egyesített és független Lengyelország mellett, valamint az orosz cár bukása a februári forradalom következtében, azt erősítette, hogy a lengyelek semlegesek legyenek vagy az antant pártján álljanak.
Az Ideiglenes Államtanács 1917. április 21-én kiadott egy proklamációt a lengyel hadseregről (németül Polnische Wehrmacht), és kinevezte Sikorski ezredest a toborzás felügyeletére. A viszony a központi hatalmak és a lengyel légiók között egyre problematikusabbá vált. Piłsudski tartózkodott a lengyel hadseregről szóló szavazáson, és július 2-án az Államtanács két baloldali tagjával együtt visszavonult. Az új hadsereg esküje politikai válságot okozott, főként azért, mert egy meghatározatlan, jövőbeli királynak szólt, és hangsúlyozta a szövetséget a központi hatalmakkal. Számos légionistát elfogtak, mert elutasította az eskü letételét, ami arra ösztönözte von Beseler főkormányzót, hogy letartóztassa és Magdeburgban bebörtönöztesse Piłsudskit, aki az esküt elfogadhatatlannak tartotta, és az eskü letételének megtagadására szólított fel. A légiók maradékát (nagyjából 10 ezer katonát) augusztusban a keleti frontra szállították. Niemojowski augusztus 6-án lemondott, és az Államtanács 1917. augusztus 25-én feloszlott.

### A Régenstanács időszaka

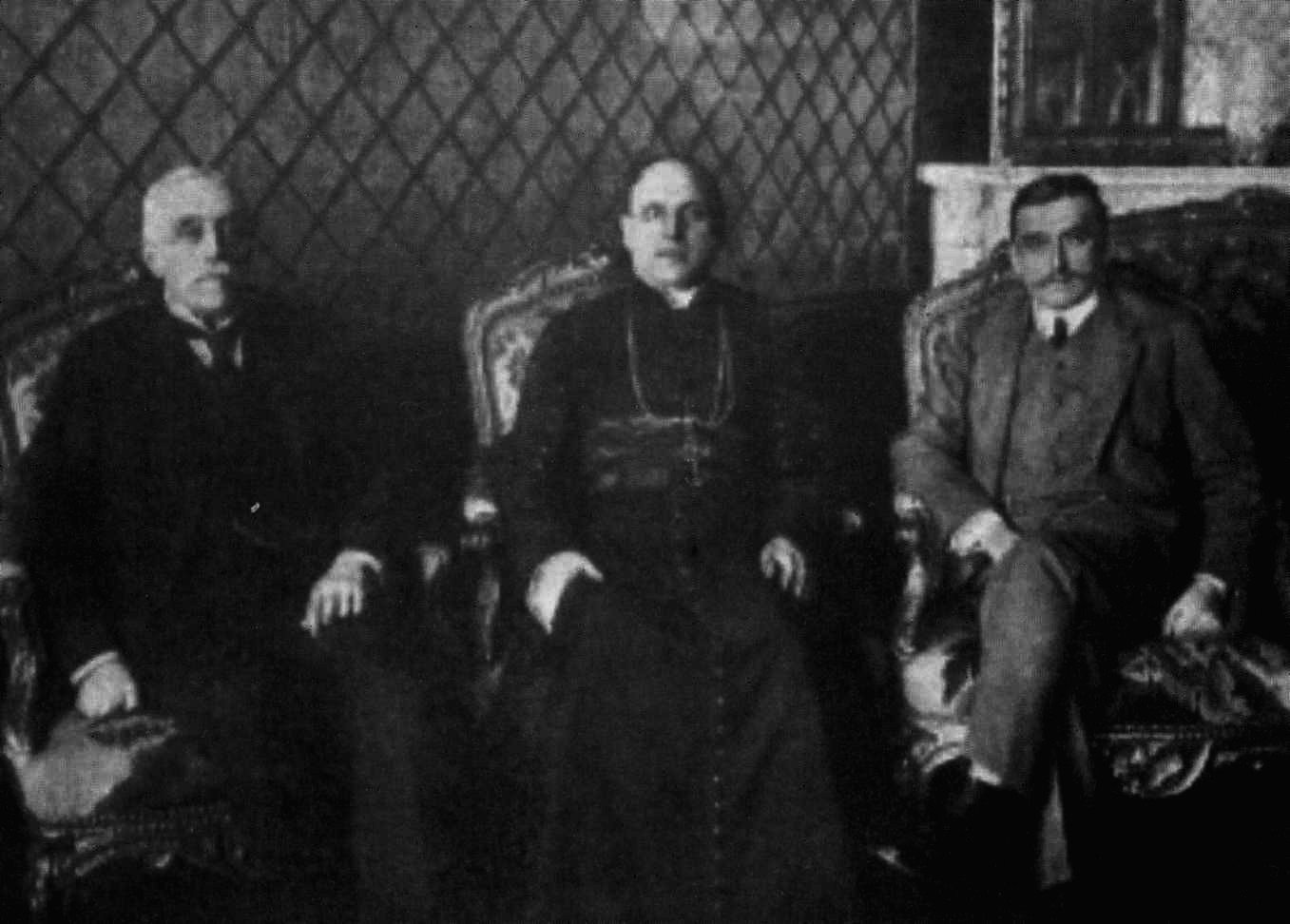
A régenstanács tagjai. Balról jobbra: Ostrowski, Kakowski, Lubomirski.

A központi hatalmak 1917. szeptember 12-én bevezettek egy ideiglenes alkotmányt. Ez az alkotmány (pátens) egy alkotmányos monarchiát vázolt fel, kétkamarás parlamenttel, azonban miniszteri felelősség nélkül. Csak az iskolák és a bíróságok kerültek a lengyel hatóságokhoz, azonban a német kisebbség különálló iskolarendszert kapott. Lengyelország királyának megválasztásáig felállították a Régenstanácsot (lengyelül Rada Regencyjna) ideiglenes kormányzatként. 1917. szeptember 18-án a Régenstanács következő tagjait nevezték ki:        
- Aleksander Kakowski, Varsó érseke;
- Zdzisław Lubomirski herceg, Varsó korábbi polgármestere;
- Józef Ostrowski nagybirtokos, korábban vezető lengyel politikus az orosz Állami Duma tagjaként.

A Régenstanácsot október 15-én ünnepélyesen állították fel, Tadeusz Kościuszko halálának évfordulóján. 1917. november 26-án pedig Jan Kucharzewskit kinevezték miniszterelnöknek.

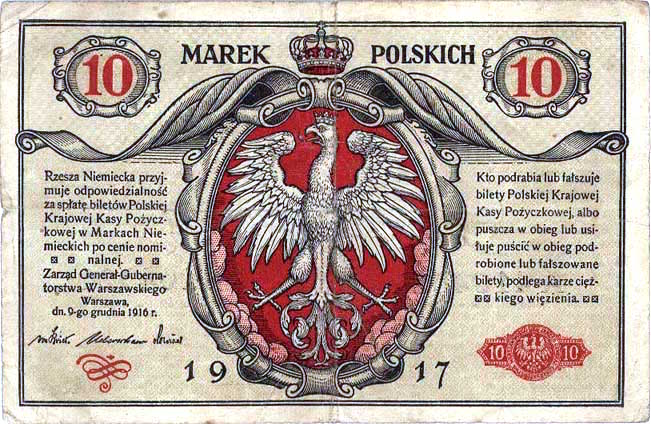
10 lengyel márkás bankjegy

Mindezek ellenére, a közigazgatás alapvetően a német hatóságok kezében maradt, amelyek 1917-ben egy új fizetőeszközt is bevezettek, a lengyel márkát. 1918 márciusában a német Reichstag határozatában lengyelekre épülő közigazgatás létesítésére szólított fel, azonban a német hatóságok visszautasították az adminisztráció átadását a lengyel hatóságoknak, és a lengyeleket csupán jelölteknek tekintették, akiket német felügyelet alatt kell kiképezni.
Az 1917-es esküválságot követően a lengyel hadsereg csekély támogatást kapott, és elhanyagolható eredményeket ért el, és csak 5 ezer emberrel rendelkezett. 1918 májusában a haderő erősödött, mivel Józef Dowbór-Muśnicki tábornoknak a korábbi cári hadseregből összegyűjtött csapatai Lengyelországba érkeztek. Augusztusban az eskü letételének visszautasításáért elfogott légionistákat elengedték, és egy részük jelentkezett a lengyel hadseregbe.

### A német tervek vége
Miután a németek tavaszi offenzívája nem hozta meg a győzelmet a nyugati fronton, Ludendorff német tábornok 1918 szeptemberében javasolta, hogy Wilson elnök 14 pontja alapján kellene keresni a béke lehetőségét. Október 3-án az új kancellár, Miksa badeni herceg bejelentette, hogy Németország elfogadja Wilson tervét, és felszámolják a katonai igazgatást a Németország által megszállt országokban. Három nappal később a Régenstanács szintén elfogadta Wilson javaslatait egy lengyel állam létrehozásának alapjaként.
Október elején von  Beseler tábornok, főkormányzó Berlinben tárgyalt von Hindenburg tábornokkal, aki informálta a súlyos katonai helyzetről. Beseler visszatért Varsóba, és október 6-án átadta az igazgatást lengyel köztisztviselőknek, majd október 23-án átadta a lengyel haderő parancsnokságát a Régenstanácsnak.
A Régenstanács hatalmát kihívás érte egy másik lengyel kormányzat részéről, ugyanis Lublinban 1918 novemberének elején új kormány alakult, melynek miniszterelnöke Ignacy Daszyński szocialista politikus lett, aki korábban az osztrák parlament tagja volt, míg katonai vezetője Edward Rydz-Śmigły volt. Ez az új kormány el kívánta távolítani a Régenstanácsot, és radikális szociális reformokat akart bevezetni, amelyeket a mérsékelt politikai erők elutasítottak, és bíztak Piłsudski visszatérésében, aki ekkor még fogságban volt Magdeburgban. Októberben a Régenstanács kérte Piłsudski elengedését, akinek a következő hónapban megengedték, hogy visszatérjen Varsóba. Piłsudski 1918. november 10-én érkezett meg Varsóba. A következő napon Németország aláírta a fegyverszünetet, a német csapatokat pedig lefegyverezték Varsóban. Ezen a napon a Régenstanács átadta a hatalmat Piłsudskinak, Daszyński kormánya szintén így tett. A Régenstanács három nappal később feloszlatta magát.

### Határok

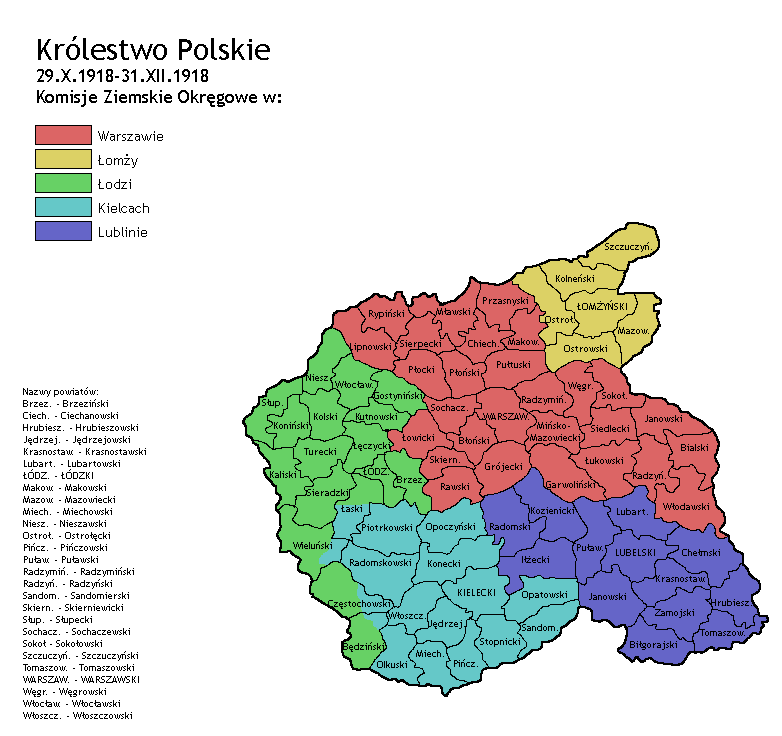
Lengyelország földbizottságok szerinti felosztása 1918-ban

Miután a bolsevikok átvették a hatalmat Oroszországban 1917 novemberében, néhány lengyel politikus Németországot támogatta, mert a bolsevik fenyegetés elleni védőbástyának tekintették, azonban Németország azon politikája, amely Lengyelországtól keletre több függő helyzetű állam létrehozására irányult, növelte az ellenállást a lengyel területeken a német jelenléttel szemben.
Német katonai segítséggel kikiáltották a független litván államot. A lengyelek erre erőteljesen reagáltak, mivel úgy tekintették, hogy Lengyelország és Litvánia történelmi okokból egy uniót alkot, illetve azért, mert a javasolt litván fővárost, Vilniust lengyel városnak tartották.
A Régenstanács kereste a lehetőséget, hogy a bolsevik kormányzattal folytatott tárgyalásokon részt vehessen 1918 elején, azonban csak egy ígéretet kaptak Georg von Hertling német kancellártól, hogy tanácsadók lehetnek, azonban a bolsevikok képviselői ezt is elutasították, mivel tagadták, hogy a lengyel kormányzat bármilyen legitimációval rendelkezne. A németek képviselője, Max Hoffmann pedig kifejtette, hogy a független Lengyelországot mindig utópiának tekintette, és támogatja az ukrán igényeket. A németek 1918. február 9-én különbékét kötöttek az ukránokkal, és átadták a korábban a Kongresszusi Lengyelországhoz tartozó Chełm vidékét és a Podlasiei vajdaság egy részét az újonnan létrehozott Ukrajna számára, amit sok lengyel Lengyelország újabb felosztásának tekintett, ezért ez politikai megmozdulásokat és Kucharzewski kormányának lemondását váltotta ki. A korábban a központi hatalmak oldalán álló lengyel csapatok egy része Józef Haller vezetésével áttört a fronton, és egyesült a cári hadsereget elhagyó lengyel csapatokkal. Az egyesült lengyel haderő májusban Kaniównál csatát vívott a német hadsereggel, amelyet elveszített, ezért sok tagját elfogták, azonban Haller el tudott menekülni, így a nyugati fronton harcoló lengyelek parancsnokává válhatott.
Lengyelország meghatározatlan határait nyugatról is fenyegették. A német katonai vezetés javasolta, hogy Németország annektáljon egy lengyel határsávot (lengyelül Polski Pas Graniczny, németül Polnischer Grenzstreifen). Ezt a politikát a Lengyelországban (Łódź környékén) élő német kisebbség is javasolta egy levélben, amelyet a német kormányzatnak írt. Ezeket a terveket a német kormányzat 1918 márciusában elfogadta.
Ludendorff tábornok egy memorandumban fogalmazta meg a tervét, amely egy körülbelül 20 ezer négyzetkilométeres határsáv annektálását javasolta. IV. Károly azonban ragaszkodott ahhoz az elképzeléshez, hogy hozzanak létre egy lengyel királyságot, amelynek az uralkodója az osztrák császár lenne, ezért deklarálta, hogy ellenez minden német annexióval kapcsolatos tervet. Továbbá megtiltotta Károly István főhercegnek, hogy elfogadja a lengyel koronát.

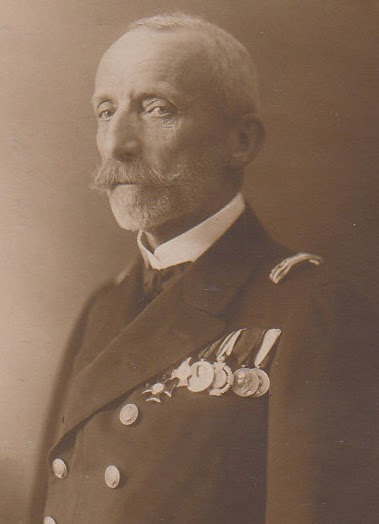
Károly István főherceg, 1917.

Válaszul Ludendorff elfogadta, hogy Vilniust (és esetleg Minszket) meghagyják Lengyelországnak, azonban ismételten megerősítette a határsávra vonatkozó tervet. Ez azonban kevéssé csillapította a lengyelek felháborodását, mivel Vilnius visszatérését magától értetődőnek tekintették, és elutasították a korábbi Kongresszusi Lengyelország bármely részének átengedését.

## Csataterek

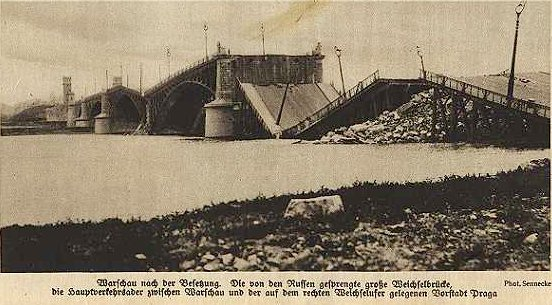
A Poniatowski híd Varsóban miután a visszavonuló orosz hadsereg felrobbantotta 1915-ben

A háború keleti frontjának számos súlyos harca lengyel területeken zajlott le. Az első világháború legkorábbi időszaka igen fontos német győzelmeket hozott (tannenbergi csata és első mazuri-tavaki csata). Az osztrák-magyar haderő már kevésbé volt sikeres az oroszok elleni harcban.  A kraśniki csata és Przemyśl első ostroma ugyan még orosz kudarccal végződött, a második ostrom azonban már nem. Az oroszok jelentős területeket foglaltak el Galíciában, és Magyarországra is betörtek. Az orosz erők 1914-ben nagyon közel kerültek Krakkóhoz, mielőtt visszaverték őket. A következő év első felében súlyos harcok folytak Galíciában, Krakkótól keletre, amelyek a központi hatalmak sikerével zárultak (Gorlicei áttörés és Przemyśl harmadik ostroma). A háború első felében több egyéb csata is lezajlott lengyel területeken, amelyek közül kiemelhető a második mazuri-tavaki csata és a limanowai csata. 1915-ben a visszavonuló orosz hadsereg kifosztotta és feladta a lengyel területeket, megpróbálva követni a felperzselt föld 1812-ben alkalmazott taktikáját. Az oroszok az ottani lakosok százezreit lakoltatták ki és deportálták az ellenséggel való kollaborálás gyanújával. A németek 1915 végére elfoglalták a teljes Visztula menti határterületet, beleértve Varsót. 1916-ban Galíciában egy újabb orosz offenzíva (Bruszilov-offenzíva) súlyosbította a civil lakosság ekkorra már kétségbeejtő helyzetét a háborús övezetben. Körülbelül egymillió lengyel menekült kelet felé, az orosz vonalak mögé a háborúban.  Annak ellenére, hogy az 1916-os orosz offenzíva meglepetésként érte a központi hatalmakat, a gyenge kommunikáció és logisztika megakadályozta, hogy az oroszok teljesen kihasználják a helyzetük előnyeit.
Nagyjából kétmillió lengyel harcolt a Lengyelországot felosztó három nagyhatalom hadseregeiben, ebből körülbelül 450 ezren meghaltak, és közel 1 millióan megsebesültek. Lengyel civilek százezreit vitték német munkatáborokba, és 800 ezret deportáltak a cári erők keletre. A felperzselt föld taktikája a háborús övezet jelentős részét lakhatatlanná tette. Becslések szerint Lengyelország 1919 és 1939 közötti határain belül, a civil és a katonai halálos áldozatok összesített száma az első világháborúban 1,128 millió fő volt.

## Az államiság újjászületése
Két különálló esemény 1917-ben döntően megváltoztatta a háború karakterét, és megnyitotta az utat Lengyelország újjászületése felé. Egyrészt az Egyesült Államok belépett a háborúba az antant oldalán, másrészt Oroszországot meggyengítette a forradalmi megmozdulások folyamata, Oroszország végül kilépett a háborúból, és a bolsevikok vették át a hatalmat az országban. Miután 1917 közepén az utolsó orosz előrenyomulás (Kerenszkij-offenzíva) kudarcot vallott Galíciában, a németek ismét offenzívába mentek át. A forradalmi Oroszország hadserege megszűnt tényezőnek lenni, és Oroszország a breszt-litovszki béke aláírására kényszerült, amelyben az összes korábbi lengyel területet átadta a központi hatalmaknak. Az oroszországi események igen fontosak voltak Lengyelország függetlensége szempontjából, mivel a nyugati antanthatalmak a háború első felében nem támogatták Lengyelország függetlenségét, ugyanis nem akarták gyengíteni a szövetségesüket, a lengyel kérdést alapvetően orosz belügyként kezelték. Ez a helyzet azonban gyökeresen megváltozott, miután már nem számíthattak Oroszországra szövetségesként. Ekkor már Oroszország gyengítése vált az érdekükké, mivel tartottak a bolsevizmus terjedésétől. A bolsevizmus elleni harcban pedig a lengyelekkel is számoltak.
Oroszország kilépése a háborúból szabad utat engedett az amerikai elnök, Woodrow Wilson felhívásainak arról, hogy a háborút alakítsák át a demokrácia terjesztéséért, illetve a lengyelek és a központi hatalmak irányítása alatt álló más népek felszabadításáért folytatott harccá. Wilson elnök 14 pontja közül a 13. kimondta, hogy létre kell hozni a független Lengyelországot, szabad kijárattal a tengerhez.
Piłsudski népszerű hőssé vált, amikor a németek bebörtönözték, mert nem fogadta el az esküjüket. Az antant megtörte a központi hatalmak ellenállását 1918 őszére, Ausztria–Magyarország felbomlott, míg a német császári kormányzat összeomlott. 1918 októberében a lengyel hatóságok átvették Galícia és Cieszyni Szilézia ellenőrzését. Piłsudskit 1918 novemberében a németek elengedték a fogságból, és visszatért Varsóba. Miután megérkezett, 1918. november 11-én a Lengyel Királyság Régenstanácsa minden hatalmat átadott neki, és Piłsudski ideiglenes államfőként átvette az újonnan létrehozott állam irányítását. A háború végén létrejött valamennyi helyi lengyel kormányzat hamarosan felajánlotta engedelmességét a varsói központi kormányzatnak. Az új állam kezdetben a korábbi Visztula menti határterületet, Nyugat-Galíciát és Cieszyni Szilézia egy részét foglalta magába. A független Lengyelország, amely 123 évig hiányzott Európa térképéről, újjászületett.

## Fordítás
- Ez a szócikk részben vagy egészben  a   History of Poland during World War I című angol Wikipédia-szócikk fordításán alapul.  Az eredeti cikk szerkesztőit annak laptörténete sorolja fel. Ez a jelzés csupán a megfogalmazás eredetét és a szerzői jogokat jelzi, nem szolgál a cikkben szereplő információk forrásmegjelöléseként.
- Ez a szócikk részben vagy egészben  a   Kingdom of Poland (1916–18) című angol Wikipédia-szócikk fordításán alapul.  Az eredeti cikk szerkesztőit annak laptörténete sorolja fel. Ez a jelzés csupán a megfogalmazás eredetét és a szerzői jogokat jelzi, nem szolgál a cikkben szereplő információk forrásmegjelöléseként.